# Tàu sân bay trực thăng

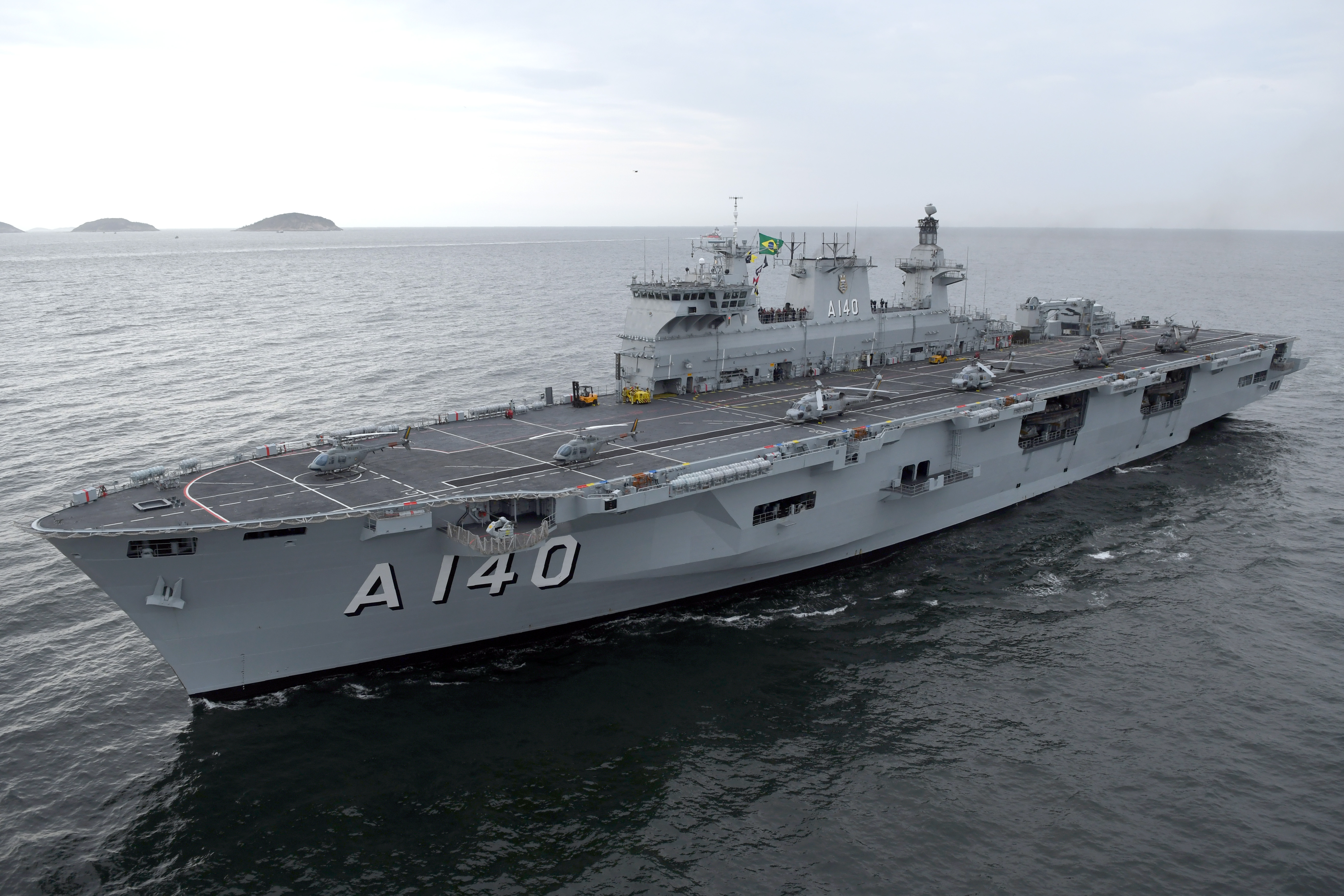
NAM Atlântico

Tàu sân bay trực thăng là một kiểu tàu sân bay với mục đích chính là để hoạt động máy bay trực thăng. Tàu này có bãi đáp máy bay rộng, chiếm phần lớn diện tích con tàu, có thể kéo dài toàn bộ chiều dài tàu như HMS Ocean của Hải quân Hoàng gia Anh (RN), hoặc chỉ một phần, thường ở phía sau, như  Lớp Moskva Hải quân Liên Xô, tàu huấn luyện kiểu 0891A của Hải quân Quân Giải phóng Nhân dân Trung Quốc hoặc Royal Fleet Auxiliary (RFA)  RFA Argus (A135). Tàu sân bay trực thăng cũng thường có một nhà xưởng để chứa máy bay.